# Actually
«Actually» (англ. Фактично) — другий студійний альбом британського гурту Pet Shop Boys, представлений 7 вересня 1987 року під лейблом Parlophone Records у Великій Британії та Manhattan Records — у Північній Америці. Платівка стала тричі «платиновою» у Великій Британії, та «золотою» — у США. Альбом увійшов у довідник «1001 альбом, які ви повинні почути, перш ніж померти» та багато інших «повинні послухати» списків.
Журнал «Q» помістив цю платівку на 22 місце у списку «40 найкращих альбомів 1980-х» у 2006 році, а журнал «Slant Magazine» — на 88 позицію у списку «100 найкращих альбомів 1980-х» у 2012 році. У 2020 році альбом посів 435 позицію за версією журналу «Rolling Stone» у «Списку 500 найкращих альбомів усіх часів за версією журналу Rolling Stone».

## Список пісень
Автор музики і слів Ніл Теннант і Кріс Лоу (якщо не зазначено інше). 
| Сторона 1 | Сторона 1                                                     | Сторона 1                 | Сторона 1  |
| #         | Назва                                                         | Автор                     | Тривалість |
| --------- | ------------------------------------------------------------- | ------------------------- | ---------- |
| 1.        | «One More Chance»                                             | Теннант Лоу Боббі Орландо | 5:30       |
| 2.        | «What Have I Done to Deserve This?» (за уч. Дасті Спрингфілд) | Лоу Теннант Еллі Вілліс   | 4:18       |
| 3.        | «Shopping»                                                    |                           | 3:37       |
| 4.        | «Rent»                                                        |                           | 5:08       |
| 5.        | «Hit Music»                                                   |                           | 4:44       |

| Сторона 2 | Сторона 2                 | Сторона 2                   | Сторона 2  |
| #         | Назва                     | Автор                       | Тривалість |
| --------- | ------------------------- | --------------------------- | ---------- |
| 6.        | «It Couldn't Happen Here» | Теннант Енніо Морріконе Лоу | 5:20       |
| 7.        | «It's a Sin»              |                             | 4:59       |
| 8.        | «I Want to Wake Up»       |                             | 5:08       |
| 9.        | «Heart»                   |                             | 3:58       |
| 10.       | «King's Cross»            |                             | 5:10       |

| Further Listening 1987–1988 (додатковий диск) | Further Listening 1987–1988 (додатковий диск)                | Further Listening 1987–1988 (додатковий диск) | Further Listening 1987–1988 (додатковий диск) |
| #                                             | Назва                                                        | Автор                                         | Тривалість                                    |
| --------------------------------------------- | ------------------------------------------------------------ | --------------------------------------------- | --------------------------------------------- |
| 1.                                            | «I Want to Wake Up» (breakdown mix) (раніше не виданий)      |                                               | 6:00                                          |
| 2.                                            | «Heart» (версія Шепа Петтібоне) (раніше не виданий)          |                                               | 4:12                                          |
| 3.                                            | «You Know Where You Went Wrong»                              |                                               | 5:50                                          |
| 4.                                            | «One More Chance» (seven-inch mix) (раніше не виданий)       |                                               | 3:50                                          |
| 5.                                            | «It's a Sin» (disco mix)                                     |                                               | 7:41                                          |
| 6.                                            | «What Have I Done to Deserve This?» (extended mix)           | Лоу Теннант Вілліс                            | 6:47                                          |
| 7.                                            | «Heart» (disco mix)                                          |                                               | 8:40                                          |
| 8.                                            | «A New Life»                                                 | Лоу Теннант Хелена Спрінгс                    | 4:55                                          |
| 9.                                            | «Always on My Mind» (demo version) (раніше не виданий на CD) | Вейн Карсон Марк Джеймс Джонні Крістофер      | 4:03                                          |
| 10.                                           | «Rent» (seven-inch mix)                                      |                                               | 3:33                                          |
| 11.                                           | «I Want a Dog»                                               |                                               | 4:58                                          |
| 12.                                           | «Always on My Mind» (extended dance mix)                     | Карсон Джеймс Крістофер                       | 8:15                                          |
| 13.                                           | «Do I Have To?»                                              |                                               | 5:15                                          |
| 14.                                           | «Always on My Mind» (dub mix) (раніше не виданий на CD)      | Карсон Джеймс Крістофер                       | 2:15                                          |

## Чарти

### Тижневі чарти
| Чарт (1987)                                          | Peak position |
| ---------------------------------------------------- | ------------- |
| Australian Albums (Kent Music Report)                | 16            |
| Австрія Austrian Albums (Ö3 Austria)                 | 5             |
| Канада Canada Top Albums/CDs (RPM)                   | 16            |
| Нідерланди Dutch Albums (MegaCharts)                 | 5             |
| European Albums (Music & Media)                      | 4             |
| Finnish Albums (Suomen virallinen lista)             | 1             |
| French Albums (IFOP)                                 | 19            |
| Німеччина German Albums (Offizielle Top 100)         | 2             |
| Icelandic Albums (Tónlist)                           | 1             |
| Italian Albums (Musica e dischi)                     | 12            |
| Нова Зеландія New Zealand Albums (Recorded Music NZ) | 7             |
| Норвегія Norwegian Albums (VG-lista)                 | 3             |
| Spanish Albums (AFYVE)                               | 2             |
| Швеція Swedish Albums (Sverigetopplistan)            | 2             |
| Швейцарія Swiss Albums (Schweizer Hitparade)         | 3             |
| Велика Британія UK Albums (OCC)                      | 2             |
| США Billboard 200                                    | 25            |

| Чарт (2018)                        | Peak position |
| ---------------------------------- | ------------- |
| Угорщина Hungarian Albums (MAHASZ) | 37            |

### Річні чарти
| Чарт (1987)                           | Позиція |
| ------------------------------------- | ------- |
| Australian Albums (Kent Music Report) | 78      |
| Canada Top Albums/CDs (RPM)           | 70      |
| Dutch Albums (Album Top 100)          | 61      |
| European Albums (Music & Media)       | 33      |
| German Albums (Offizielle Top 100)    | 42      |
| UK Albums (Gallup)                    | 15      |

| Чарт (1988)                        | Позиція |
| ---------------------------------- | ------- |
| Austrian Albums (Ö3 Austria)       | 16      |
| Canada Top Albums/CDs (RPM)        | 72      |
| European Albums (Music & Media)    | 22      |
| German Albums (Offizielle Top 100) | 10      |
| UK Albums (Gallup)                 | 35      |

## Сертифікації та продажі
| Регіон                                                                                          | Сертифікація  | Продажі   |
| ----------------------------------------------------------------------------------------------- | ------------- | --------- |
| Австрія (IFPI Austria)                                                                          | Золотий       | 25 000*   |
| Бразилія                                                                                        | —             | 160,000   |
| Канада (Music Canada)                                                                           | Платиновий    | 100 000^  |
| Фінляндія (IFPI Finland)                                                                        | Платиновий    | 68,416    |
| Німеччина (BVMI)                                                                                | Платиновий    | 500 000^  |
| Нова Зеландія (RIANZ)                                                                           | Платиновий    | 15 000^   |
| Іспанія (PROMUSICAE)                                                                            | Платиновий    | 100 000^  |
| Швеція (IFPI Sweden)                                                                            | Золотий       | 50 000^   |
| Швейцарія (IFPI Switzerland)                                                                    | Платиновий    | 50 000^   |
| Велика Британія (BPI)                                                                           | 3× Платиновий | 1,000,000 |
| США (RIAA)                                                                                      | Золотий       | 700,000   |
| Загалом                                                                                         | —             | 4,000,000 |
| *продажі, що базуються лише на сертифікаціях ^відвантаження, що базуються лише на сертифікаціях |               |           |